# Silver Blaze (1937)
Silver Blaze é um filme em preto e branco do gênero policial, produzido no Reino Unido e lançado em 1937.